# Menkeleon bellulus
Menkeleon bellulus är en insektsart som först beskrevs av Banks 1905.  Menkeleon bellulus ingår i släktet Menkeleon och familjen myrlejonsländor. Inga underarter finns listade i Catalogue of Life.